# Чишко, Олесь Семёнович
Оле́сь (Алекса́ндр) Семёнович Чишко́ (укр. Олесь Семенович Чишко; 20 июня (2 июля) 1895, с. Двуречный Кут (ныне Дергачёвского района Харьковской области Украина) — 4 декабря 1976, Ленинград) — украинский и русский советский композитор, певец (тенор) и педагог. Заслуженный деятель искусств РСФСР (1957), Заслуженный деятель искусств Узбекской ССР (1944). Член КПСС с 1948 года.

## Биография
Родился в семье сельского учителя. После окончания гимназии поступил на естественное отделение Харьковского университета, готовясь стать агрономом. Одновременно брал уроки пения у Ф. Бугамелли и Л. В. Кича.
После окончания (экстерном в 1924 г. Харьковского музыкально-драматического института был солистом оперных театров Харькова (первый исполнитель партии Кобзаря в опере Н. В. Лысенко «Тарас Бульба», 1924), Киева, Одессы (1924—1931), в 1946—1948 — Ленинградского Малого оперного театра (ныне Михайловский театр). Был также солистом Ленинградской филармонии.
В 1938 окончил Ленинградскую консерваторию.
В 1939—1940 — организатор и первый художественный руководитель Ансамбля песни и пляски Балтийского флота.
В 1948—1964 гг. преподавал в Ленинградской консерватории; среди его учеников, в частности, Борис Благовидов, Надежда Симонян, Ирина Ельчева.

## Избранные композиции
О. Чишко — автор 8 опер.
- «Юдифь» (1923),
- «Яблоневый плен» (укр. Яблуневий полон, собственное либретто по пьесе И. Днипровского, 1931, Одесский и Днепропетровский т-ры оперы и балета),
- «Броненосец „Потёмкин“» (1937, Ленингр. т-р оперы и балета; 2-я ред. 1955),
- «Дочь Каспия» (1942),
- «Махмуд Тораби» (1944, Узб. т-р оперы и балета),
- «Леся и Данила» (1958),
- «Соперники» (1964),
- «Иркутская история» (не окончена);

## Для солистов, хора и оркестра
- кантата «Есть такая партия» (1957),

вокально-симфонические сюиты:
- «Гвардейцы» (1942),
- «Флаг над сельсоветом» (с орк. нар. инструментов, 1948),
- «Шахтёры» (1955);

## Для оркестра
- увертюра «Степь» (1930),
- «Украинская сюита» (1944);

## Для оркестра народных инструментов
- Танцевальная сюита (1933),
- 6 пьес (1939-45),
- 2 казахские песни для казахского оркестра народных инструментов (1942, 1944);
- струнный квартет (1941);
- хоры, романсы (около 50) и песни на сл. А. С. Пушкина, М. Ю. Лермонтова, Т. Г. Шевченко и др.;
- обработки украинских, русских, казахских, узбекских народных песен (около 160);
- музыка к драматическим спектаклям.

Написал музыку к кинофильму «Возможно, завтра» (1932).
Создал яркие образы в операх «Тарас Бульба» Лысенко (Кобзарь), «Разлом» Фемелиди (Годун), «Захар Беркут» Лятошинского (Максим Беркут), «Война и мир» (Пьер Безухов), «Броненосец „Потёмкин“» (Матюшенко). Выступал как концертный певец.
Награждён орденом «Знак Почёта» (1939).